# IC 1816
IC 1816 — галактика типу SBab () у сузір'ї Піч.
Цей об'єкт міститься в оригінальній редакції індексного каталогу.